# Паркерфілд (Канзас)
Паркерфілд (англ. Parkerfield) — місто (англ. city) в США, в окрузі Ковлі штату Канзас. Населення — 406 осіб (2020).

## Географія
Паркерфілд розташований за координатами 37°4′5″ пн. ш. 96°59′44″ зх. д. / 37.06806° пн. ш. 96.99556° зх. д. (37.068033, -96.995424).  За даними Бюро перепису населення США в 2010 році місто мало площу 2,43 км², уся площа — суходіл.

## Демографія
Згідно з переписом 2010 року, у місті мешкало 426 осіб у 156 домогосподарствах у складі 125 родин. Густота населення становила 175 осіб/км².  Було 158 помешкань (65/км²).
Расовий склад населення:
| - 95,5 % — білих - 1,6 % — азіатів - 1,2 % — корінних американців - 0,2 % — чорних або афроамериканців |

До двох чи більше рас належало 0,7 %. Частка іспаномовних становила 1,9 % від усіх жителів.
За віковим діапазоном населення розподілялося таким чином: 25,8 % — особи молодші 18 років, 55,7 % — особи у віці 18—64 років, 18,5 % — особи у віці 65 років та старші. Медіана віку мешканця становила 47,1 року. На 100 осіб жіночої статі у місті припадало 102,9 чоловіків;  на 100 жінок у віці від 18 років та старших — 103,9 чоловіків також старших 18 років.
Середній дохід на одне домашнє господарство  становив 82 779 доларів США (медіана — 62 083), а середній дохід на одну сім'ю — 96 255 доларів (медіана — 84 583). Медіана доходів становила 59 688 доларів для чоловіків та 36 875 доларів для жінок. За межею бідності перебувало 6,5 % осіб, у тому числі 13,7 % дітей у віці до 18 років та 12,9 % осіб у віці 65 років та старших.
Цивільне працевлаштоване населення становило 181 осіб. Основні галузі зайнятості: освіта, охорона здоров'я та соціальна допомога — 21,5 %, виробництво — 18,8 %, роздрібна торгівля — 13,8 %, фінанси, страхування та нерухомість — 11,0 %.